# 日尼亚克
日尼亚克（法語：Gignac，法語發音：[ʒiɲak]）是法国埃罗省的一个市镇，位于该省中部，属于洛代沃区。

## 地理
日尼亚克（43°39'7"N, 3°33'4"E）面积29.85 平方千米，位于法国奧克西塔尼大區埃罗省，该省份为法国南部沿海省份，南濒地中海，西南接奥德省，西北接塔恩省和阿韦龙省，东北与加尔省接壤。
与日尼亚克接壤的市镇（或旧市镇、城区）包括：阿尼亚讷、欧姆拉斯、拉布瓦西耶尔、波皮扬、普佐勒、圣安德烈-德桑戈尼斯、圣博济勒-德拉西尔沃、圣让德福斯。

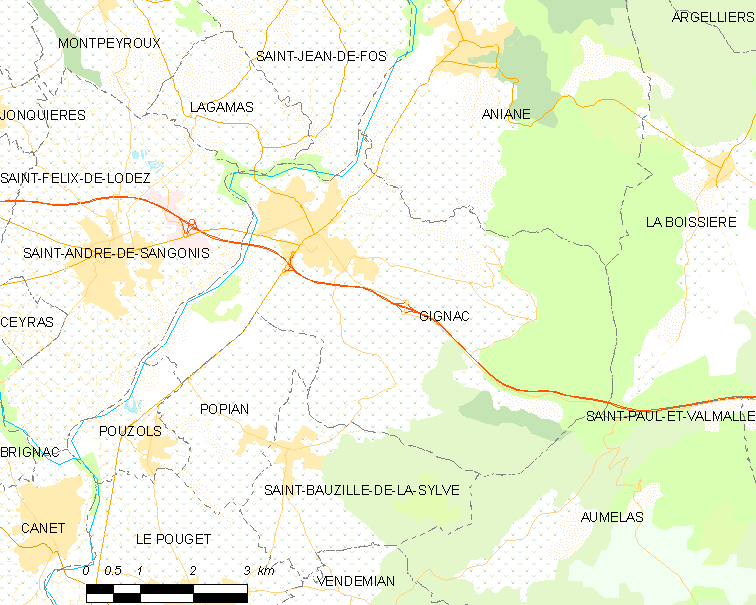
日尼亚克的OSM定位图

日尼亚克的时区为UTC+01:00、UTC+02:00（夏令时）。

## 行政
日尼亚克的邮政编码为34150，INSEE市镇编码为34114。

## 政治
日尼亚克所属的省级选区为日尼亚克县。

## 人口

1962-2008年间日尼亚克人口变化图示

日尼亚克于2022年1月1日时的人口数量为6713人。

## 友好城市
奥古林